# Bromus sipyleus
Bromus sipyleus är en gräsart som beskrevs av Pierre Edmond Boissier. Bromus sipyleus ingår i släktet lostor, och familjen gräs. Inga underarter finns listade i Catalogue of Life.